# Schäferita
La schäferita és un mineral vanadat que pertany a la classe dels fosfats, al grup estructural del granat i al grup de la berzeliïta. Va ser descoberta l'any 1980 per Helmut Schäfer, de qui en rep el nom, en una pedrera al volcà Bellerberg, a Alemanya.

## Característiques
La schäferita és un vanadat de fórmula química (NaCa₂)Mg₂(VO₄)₃. Cristal·litza en el sistema isomètric en cristalls euèdrics de fins a 0,15 mm en forma d'icositetràedre trapezoïdal i en agregats cristal·lins. És de color vermell o vermell ataronjat i la seva ratlla és de color groc. La seva duresa a l'escala de Mohs és 5.
Segons la classificació de Nickel-Strunz la schäferita pertany a «08.AC: Fosfats, etc. sense anions addicionals, sense H₂O, amb cations de mida mitjana i gran» juntament amb 49 minerals més, entre els quals es troben: howardevansita, al·luaudita, arseniopleïta, bobfergusonita, hagendorfita, johil·lerita, johnsomervilleïta, marićita, yazganita, qingheiïta, qingheiïta-(Fe2+), whitlockita i xenofil·lita.

## Formació i jaciments
La schäferita va ser trobada en un xenòlit ric en silici en una roca volcànica formada per leucita i tefra concrescuda amb magnesioferrita. A part de la localitat original també n'existeix un jaciment a Attica, Kamariza, Grècia.
Sol trobar-se associada amb diversos minerals com ara sil·limanita, quars, enstatita, sanidina, cordierita, corindó, mullita, hematita i augita.

## Història
La schäferita va ser originalment classificada com a clonohumita només basant-se en el seu aspecte; va ser reconeguda per la Comissió de nous minerals i de noms de minerals de l'IMA com un nou mineral l'any 1997 després que una anàlisi amb ED-XRF va revelar que tenia un alt contingut en vanadi.